# Jean-Pierre Malmendier
Jean-Pierre Malmendier, né le 12 septembre 1949 à Montzen et décédé le 28 février 2011 d'une crise cardiaque, est un homme politique libéral belge. Il a été retrouvé mort à son domicile de Court-Saint-Étienne le 2 mars 2011.

## Biographie
Jean-Pierre Malmendier était membre du MR.
Il est connu pour avoir créé l'ASBL « Marc et Corine » en 1992. Corine, sa fille, et Marc, âgés à l'époque de 17 et 21 ans, avaient été sauvagement assassinés par Thierry Muselle et Thierry Bourgard. Ces deux derniers ont été condamnés à perpétuité.
En 2007, dans le cadre d'une médiation pénale, Jean-Pierre Malmendier avait choisi de rencontrer Thierry Muselle à la prison d'Arlon. Il en a dit : « Il m’a exprimé ses regrets. Je suis loin de pardonner, mais cet entretien a contribué, passez-moi l’expression, à mieux vivre avec ».

## Fonctions politiques
- Sénateur coopté du  14 juillet 1999 au 18 mai 2003.
- Député fédéral du 18 mai 2003 au 2 mai 2007.
- Conseiller communal de Court-Saint-Étienne.
- Membre du CPAS de Court-Saint-Étienne.